# Гронський Володимир Петрович
Гро́нський Володи́мир Петро́вич (нар. 26 грудня 1954), український композитор, лауреат Національної премії України імені Тараса Шевченка (1996), Мистецької премії «Київ» імені Артемія Веделя (2019) та Першого всеукраїнського кінофестивалю (1991). Заслужений діяч мистецтв України (2008), почесний громадянин міста Волочиська (2020). Член Національної спілки композиторів та Національної спілки кінематографістів України.

## Життєпис
Народився в родині військовослужбовця у м. Чирчику (Узбекистан). Дитинство і юність пройшли у місті Волочиську, Хмельницької області. Закінчив Хмельницьке музичне училище по класу фортепіано Е. Левіатової (1974), Київську консерваторію по класу композиції Георгія Майбороди і Геннадія Ляшенка (1982).
У творчому доробку композитора — Симфонічна поема, балет «Легенда про Русалку», балетні та симфонічні сюїти, камерно-інструментальні твори, романси, пісні, музика до театральних вистав, художніх, телевізійних і документальних фільмів, зокрема: «Гріх», «Відьма», «Фучжоу», «Пастка», «Злочин з багатьма невідомими», «Останній бункер», «Острів любові», «Приятель небіжчика», «Нескорений», «Залізна сотня», «Братство», «Владика Андрей», «Той, хто пройшов крізь вогонь», «Передчуття», «Ми є. Ми поруч», «Чому я живий».

## Фільмографія
Музика до фільмів, створених на Київській кіностудії ім. О. П. Довженка
- «Циганка Аза» (1987),
- «Ордань» (1988) — короткометражний,
- «Химери зеленого літа» (1989),
- «Відьма» (1990)
- «Пудель» (1991) — короткометражний,
- «Суржик» (1991) — короткометражний,
- «Фучжоу» (1993),
- «Записки кирпатого Мефістофеля» (1994),
- «Геллі і Нок» (1995), спільно з к/с «Ялта-фільм»,
- «Атентат. Осіннє вбивство в Мюнхені» (1995),
- «Сьомий маршрут» (1996),
- «Приятель небіжчика» (1997), спільно з «Compagnie des films» (Франція),
- «Алла Горська» (2001) — документальний,
- «Троянський спас» (2004),
- «Братство» (2005),
- «День переможених» (2009),
- «Таємний щоденник Симона Петлюри» (2018)».

Музика до фільмів, створених на студії «Укртелефільм»
- «Хочу зробити зізнання» (1989),
- «Гріх» (1991),
- «Пастка» (1993),
- «Злочин з багатьма невідомими» (1993),
- «Острів любові» (1996): фільм перший — «Острів любові»; фільм третій — «Природа»; фільм п'ятий — «Киценька»; фільм дев'ятий — «Наречена»,
- «Трамвай, або сумна казка для дорослих» (2001) — короткометражний,
- «Прощання з Каїром» (2002).

Музика до фільмів інших кіностудій
- «Останній бункер» (1991), ВТО «Фест—Земля» (Україна),
- «Малорос-європеєць» (1991) — короткометражний, НКВЦ «Рось» (Київ),
- «Чотири листи фанери» (1992), кінофірма «Воля-ХХ» (Київ),
- «Іван і кобила» (1992), НКВЦ «Рось» (Київ),
- «Перепочинок» (1996), «3 Emme Cinematografica» (Італія) та «Данапріс—фільм» (Україна),
- «Нескорений» (2000), студія «Олесь» та Український конгресовий комітет Америки (США),
- «Під дахами великого міста» (2001), «Ілюзіон—films» (Київ) та «ДомФильм» (Москва),
- «Право на захист» (2002), «Ілюзіон—films» (Київ) та «МакДос» (Москва),
- «Залізна сотня» (2004), студія «Олесь» (Україна),
- «Владика Андрей» (2008), студія «Олесь» та ДП «Національна кіностудія ім. О.Довженка»,
- «Той, хто пройшов крізь вогонь» (2011), Продюсерський центр «ІнсайтМедіа»,
- «Серце мами Гонгадзе» (2017) - документальний, «ДажБогФільм»,
- «Передчуття» (2019), «Гарнет Інтернешнл Медіа Груп»,
- «Ми є. Ми поруч» (2020), «Ідас Інтернешнл Філм»,
- «Чому я живий» (2021), ПАТ «Одеська кіностудія».

Музичний редактор
- «Золота лихоманка» (2002)
- «Нові пригоди янкі при дворі короля Артура» (1988)

## Громадська позиція
У 2018 підтримав звернення Європейської кіноакадемії на захист ув'язненого у Росії українського режисера Олега Сенцова.